# 蔡孝
蔡孝（?年—?年），石室圣心大教堂施工监督者之一，受聘法方为“总管工”。健在时期为19世纪末，广东省揭西县河婆镇人士，职业为石匠。